# Psyopus
Psyopus (Псайопус) — американський музичний колектив із Рочестера (Нью-Йорк), відомий шанувальникам маткору завдяки надзвичайно складній структурі композицій та техніці виконання гітариста Крістофера Арпа.

## Дискографія
- 2004: Ideas of Reference (Black Market Activities)
- 2007: Our Puzzling Encounters Considered (Metal Blade)
- 2009: Odd Senses (Metal Blade)